# Aqua Appia
De Aqua Appia was het eerste aquaduct van Rome.

## Geschiedenis
Het aquaduct werd in 312 v.Chr. gebouwd in opdracht van Appius Claudius Caecus die in dat jaar censor was. Hij gaf in dit jaar ook opdracht voor de bouw van de belangrijke Via Appia.
De stad Rome was aan het einde van de vierde eeuw v.Chr. zo gegroeid, dat de inwoners alle bronnen in de stad leegdronken. Hierdoor was er extra water nodig van buiten de stad.
De bron lag ten oosten van Rome, tussen de achtste en negende mijlpaal aan de Via Praenestina bij Albano. Vanaf hier liep het aquaduct over een afstand van ongeveer 16,5 kilometer vrijwel geheel ondergronds en kwam bij Spes Vetus, een heiligdom op de Esquilijn in de buurt van de latere Porta Praenestina, de stad binnen. Hier kwam het aquaduct over een afstand van 100 meter boven de grond om op bogen en over de Porta Capena het dal tussen de Esquilijn en de Aventijn te overbruggen. Op de Aventijn ging het aquaduct weer ondergronds verder en eindigde op het Forum Boarium bij de Porta Trigemina, waar een reservoir was.

De Aqua Appia werd in 144 v.Chr. gerepareerd door Quintus Marcius Rex die ook verantwoordelijk was voor de bouw de Aqua Marcia. Latere reparaties werden uitgevoerd door Marcus Agrippa en Augustus, die ook een grote zijtak liet bouwen, de Aqua Appia Augusta, die extra water uit een tweede bron aan de stad leverde. Ten tijde van Augustus leverde de Aqua Appia water aan 7 van de 14 stadsregio's doordat kleine aftakkingen waren gebouwd. Een van deze aftakkingen stak bij de Pons Aemilius de Tiber over en leverde water aan de wijk Trans Tiberim, tegenwoordig Trastevere.
Het eindpunt van de Aqua Appia heeft maar een hoogteverschil van 10 meter met de bron, wat een opmerkelijke technologische prestatie is voor deze tijd. Het aquaduct leverde 73 miljoen liter vers drinkwater per dag aan.
Het aquaduct is geheel verdwenen, slechts een paar kleine fragmenten werden bij de Aventijn opgegraven.